# 甲斐庄正永
甲斐庄 正永（かいのしょう まさなが、寛文元年（1661年） - 享保2年3月4日（1717年4月15日））は、江戸幕府の旗本。甲斐庄氏5代。通称は伝八郎、喜右衛門（7代正壽まで同名を名乗る）。勘定奉行、江戸南町奉行を務めた甲斐庄正親（領地は河内国錦部郡等）の子。母は高木守久の娘。兄弟に加藤茂雅（加藤重長養子）、浅野長武継室、土屋逵直室。妻は中坊秀時の娘。養女が一人いる（弟・加藤茂雅の娘）。
父が江戸南町奉行在任中に没した後、元禄4年（1691年）7月21日家督を相続する。同年閏8月12日に徒頭、元禄5年（1692年）4月14日に目付、元禄11年（1698年）8月14日に普請奉行となる。宝永5年（1708年）6月23日に何らかの不祥事で小普請に降格され、宝永6年（1709年）2月22日に赦免された。享保2年（1717年）に57歳で死去。養女の娘婿として、養子甲斐庄正恒（堀直佑の三男）が家督を継いだ。